# اشتقاق و املاء در فارسی
اشتقاق و املاء در فارسی کتابی از بهین دارائی است که در سال ۱۳۵۰ منتشر و برندهٔ جایزه کتاب سال سلطنتی شد.